# Amos Luzzatto
Amos Luzzatto (Roma, 3 giugno 1928 – Venezia, 9 settembre 2020) è stato uno scrittore, saggista e chirurgo italiano.

## Biografia
Nacque a Roma da Leone Luzzatto e da Emilia Lina Lattes, a sua volta figlia del rabbino Dante Lattes, uno dei principali esponenti della cultura ebraica italiana del XX secolo; il trisavolo paterno fu Samuel David Luzzatto (Shadal),  docente al Collegio Rabbinico di Padova ed esponente italiano della Wissenschaft des Judentums. Il padre fu attivo nel partito socialista e subì le violenze degli squadristi fascisti. 
Emigrato nel 1939 nella Palestina del Mandato Britannico per sfuggire alla legislazione antiebraica, trascorse la sua adolescenza a Tel Aviv e Gerusalemme, fino al 1946. Tornato a Roma, divenne chirurgo, operando quindi in diversi ospedali italiani. Al contempo sviluppò un'intensa attività politica ricoprendo incarichi pubblici sia per il PSIUP sia per il PCI. Scrittore, saggista, professore universitario, impegnato nel dialogo ebraico-cristiano e nella vita delle comunità ebraiche italiane, nel giugno 1998 divenne presidente dell'Unione delle comunità ebraiche italiane, venendo riconfermato al congresso del giugno 2002 per altri quattro anni. 
Nel 2002 gli venne conferito il premio San Giusto d'Oro dai cronisti del Friuli Venezia Giulia.
Amos Luzzatto per tutta la vita portò avanti la sua battaglia contro ogni forma di razzismo:

## Opere

### Scritti
- Ebrei moderni, Torino, Bollati Boringhieri, 1989.
- Sinistra e questione ebraica, Roma, Editori Riuniti, 1989.
- Oltre il Ghetto, con David Bidussa e Gadi Luzzatto Voghera, Brescia, Morcelliana, 1992.
- Storia degli Ebrei d'Italia, Annali Einaudi, vol. II, Torino, Einaudi, 1997.
- Una lettura ebraica del Cantico dei Cantici, Firenze, Giuntina, 1997.
- Leggere il Midrash, Brescia, Morcelliana, 1999.
- Una vita tra ebraismo, scienza e politica, Brescia, Morcelliana, 2003.
- Il posto degli ebrei, Torino, Einaudi, 2003; Milano, Garzanti, 2021.
- La leggenda di Concobello, Milano, Mursia, 2006.
- Conta e racconta, Milano, Mursia, 2008, ISBN 978-88-425-3937-7.
- Hermann, Venezia, Marsilio, 2010.
- Chi era Qohelet?, Brescia, Morcelliana, 2011.
- Cultura ed etica ebraica. Scritti scelti di Dante Lattes, Roma, Bonanno, 2015.
- Vita, Torino, Rosenberg & Sellier, 2017.

### Traduzioni
- Il Libro di Giobbe, Introduzione di Mario Trevi, Collana UEF. I Classici Milano, Feltrinelli, 1990 e 2017.